# Marek Viedenský
Marek Viedenský (* 18. August 1990 in Handlová, Tschechoslowakei) ist ein slowakischer Eishockeyspieler, der seit Juli 2025 beim HK Spišská Nová Ves aus der slowakischen Extraliga unter Vertrag steht und dort auf der Position des Centers spielt. Zuvor absolvierte Viedenský unter anderem jeweils mindestens 120 Spiele in der American Hockey League (AHL) und Kontinentalen Hockey-Liga (KHL).

## Karriere
Viedenský verbrachte seine Juniorenkarriere zunächst beim MšHK Prievidza, ehe er im Sommer 2006 in die Jugendabteilung des HC Dukla Trenčín wechselte. Dort verbrachte er zwei Jahre in der U20-Mannschaft, um anschließend nach Nordamerika zu wechseln. Dort spielte er nach der Auswahl im CHL Import Draft 2008 in der zweiten Runde an Gesamtposition 69 zwischen Sommer 2008 und Januar 2010 für die Prince George Cougars in der Western Hockey League (WHL). Während dieser Zeit wurde der Stürmer im NHL Entry Draft 2009 in der siebten Runde an 189. Stelle von den San Jose Sharks aus der National Hockey League (NHL) ausgewählt. Im Januar 2010 wechselte er innerhalb der WHL zu den Saskatoon Blades. Im anschließenden Sommer, in dem er im KHL Junior Draft 2010 in der vierten Runde an 80. Position vom HK Sibir Nowosibirsk ausgewählt worden war, wurde er von den San Jose Sharks unter Vertrag genommen, die ihn aber für ein weiteres Jahr an Saskatoon ausliehen.
Im Sommer 2011 wechselte Viedenský schließlich in den Profibereich und erhielt einen Platz im Kader der Worcester Sharks, dem Farmteam San Joses aus der American Hockey League (AHL). Nach einer vollständigen Spielzeit dort pendelte er in der folgenden Saison zwischen Worcester und den San Francisco Bulls aus der ECHL. In der Saison 2013/14 kam er ausschließlich für Worcester zum Einsatz. Im Juni 2014 kehrte der Slowake nach Europa zurück und unterschrieb einen Einjahresvertrag bei Hämeenlinnan Pallokerho aus der finnischen Liiga. Nach Ablauf dieses Vertrages wechselte er zurück in sein Heimatland zum HC Slovan Bratislava, für den er bis 2018 in der Kontinentalen Hockey-Liga (KHL) auf dem Eis stand und dabei über 120 KHL-Partien absolvierte.
Im Juli 2018 wechselte der Angreifer zum HC Oceláři Třinec aus der tschechischen Extraliga, kehrte jedoch im Sommer 2019 nach nur vier Einsätzen für den Klub zum HC Slovan zurück, der sich inzwischen in die slowakische Extraliga zurückgezogen hatte. Im Juni 2020 wechselte Viedenský innerhalb der Liga zum HKM Zvolen, mit der er im Frühjahr 2021 die slowakische Meisterschaft gewann. Zwei Jahre später erreichte er mit Zvolen erneut das Meisterschaftsfinale, wo man allerdings dem HC Košice unterlag. Im Sommer 2025 schloss er sich dem Ligakonkurrenten HK Spišská Nová Ves an.

### International
Viedenský vertrat sein Heimatland im Juniorenbereich bei der U18-Junioren-Weltmeisterschaft 2008 sowie den U20-Junioren-Weltmeisterschaften 2009 und 2010. Die beste Platzierung war dabei ein vierter Platz bei der U20-Junioren-Weltmeisterschaft 2009.
Für die slowakische A-Nationalmannschaft kam Viedenský erstmals bei der Weltmeisterschaft 2014 in der belarussischen Hauptstadt Minsk zum Einsatz. Auch 2015 und 2016 spielte er für die Slowaken bei der Weltmeisterschaft. Bei allen drei Turnieren verpassten die Slowaken das Viertelfinale als Neunter im Gesamtklassement.

## Erfolge und Auszeichnungen
- 2021 Slowakischer Meister mit dem HKM Zvolen
- 2023 Slowakischer Vizemeister mit dem HKM Zvolen

## Karrierestatistik
Stand: Ende der Saison 2024/25

### International
Vertrat die Slowakei bei:
| - U18-Junioren-Weltmeisterschaft 2008 - U20-Junioren-Weltmeisterschaft 2009 - U20-Junioren-Weltmeisterschaft 2010 | - Weltmeisterschaft 2014 - Weltmeisterschaft 2015 - Weltmeisterschaft 2016 |

(Legende zur Spielerstatistik: Sp oder GP = absolvierte Spiele; T oder G = erzielte Tore; V oder A = erzielte Assists; Pkt oder Pts = erzielte Scorerpunkte; SM oder PIM = erhaltene Strafminuten; +/− = Plus/Minus-Bilanz; PP = erzielte Überzahltore; SH = erzielte Unterzahltore; GW = erzielte Siegtore; 1 Play-downs/Relegation; Kursiv: Statistik nicht vollständig)